# U 501 (Kriegsmarine)
De U 501 was een U-boot van de IX C-klasse van de Duitse Kriegsmarine tijdens de Tweede Wereldoorlog. De U 501 verging bij een aanval op konvooi SC-42  op 10 september 1941. Hij werd gecommandeerd door korvetkapitein Hugo Förster.

## Ondergang
De U 501 zonk om 23:30 op 10 september 1941 in de Straat Denemarken, ten zuiden van Angmagsalik in Groenland, in positie 62° 50′ 0″ NB, 37° 50′ 0″ WL door dieptebommen en ramming van de Canadese korvetten HMCS Moosejaw en HMCS Chambly. Elf Duitse bemanningsleden, waaronder Förster kwamen hierbij om, maar 37 manschappen werden gered.